# Luc De Vos (zanger)
Luc Theophile Emile De Vos (Gent, 12 juli 1962 – aldaar, 29 november 2014) was zanger van de rockgroep Gorki en wordt beschouwd als een icoon van de Belgische rockgeschiedenis. Daarnaast was hij ook columnist en schrijver, en verscheen hij regelmatig in Vlaamse televisieprogramma's. De Vos woonde in Gent.

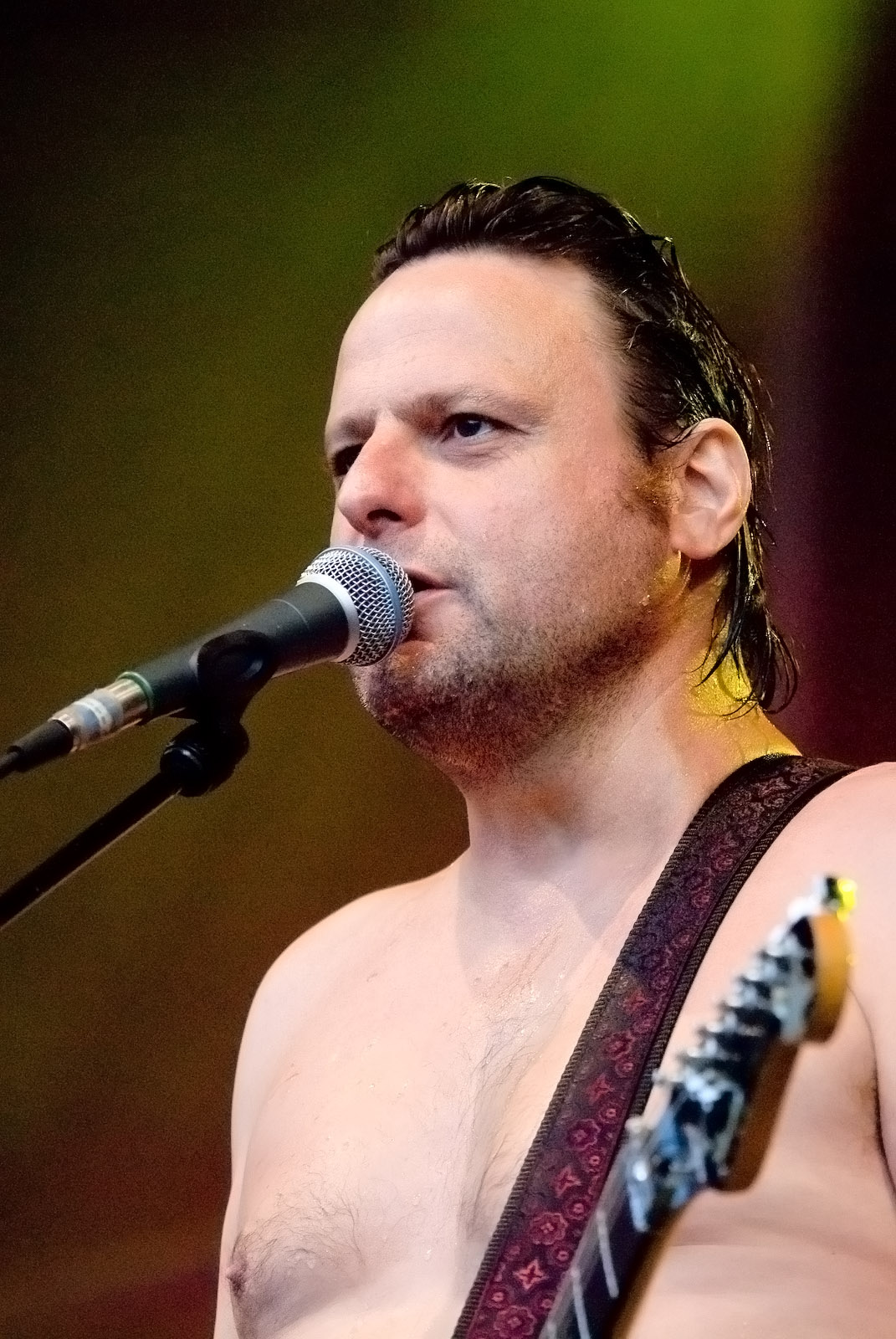
Luc De Vos in concert in Gent op 1 november 2006

## Jeugd
De Vos werd geboren in Gent en bracht zijn jeugd door in Wippelgem (gemeente Evergem) in een CVP-gezin als jongste van zeven kinderen. Op zesjarige leeftijd werd hij - net als zijn broers - lid van Chiro Wippelgem, maar zijn Chirocarrière stopte toen die groep in 1976 ontbonden werd. Hij wist op zijn tiende al dat hij popmuzikant wilde worden. Hij studeerde Latijn-Grieks op het Sint-Lievenscollege te Gent.

## Privé
De Vos was getrouwd en had een zoon, genaamd Bruno. Hij is zanger en gitarist bij de band Pissbugs.

## Werkzame leven
De Vos maakte met Gorki elf albums. Hij werkte ook mee aan de Engelstalige band Automatic Buffalo, samen met Axl Peleman, Reinaert D'Haene en Matthias van der Hallen. Daarnaast schreef hij columns voor de radiozender Studio Brussel en het Gentse stadsmagazine Zone 09/.
Hij schreef acht boeken. Het eerste, De verworpenen, heeft slechts één uitgave gekend. Het is een bundeling van columns. Het tweede, derde en vierde (Het Woord Bij De Daad, De Rest Is Geschiedenis, en De Volksmacht) zijn (voornamelijk fictieve) autobiografieën, zijn vijfde is een echte roman geworden en heet De Laatste Mammoet. Zijn laatste boek voor zijn dood werd de roman Paddenkoppenland. Hij schreef voor het eerder vermelde stadsmagazine ook een aantal scenario's voor korte stripverhalen (samen met Lectrr).

## Overlijden
De Vos overleed onverwacht op 52-jarige leeftijd op 29 november 2014, op de 14e verjaardag van zijn zoon, in het Gentse appartement dat hij als werkplaats gebruikte. Uit de autopsie bleek dat hij overleden is ten gevolge van een acuut orgaanfalen. De Vos werd op 6 december begraven op Campo Santo in Sint-Amandsberg.
De Vos werd bij de Music Industry Awards van 2014 postuum geëerd met de carrièreprijs "Lifetime achievement award". In april 2017 verscheen de biografie VOS, geschreven door Leon Verdonschot. In 2018 maakte het televisieprogramma Belpop een aflevering over zijn muziekcarrière.
Tien jaar na zijn overlijden in 2024 werd als eerbetoon het ongekende nummer Oude Reus uitgebracht, dat hij in 1994 tijdens een studiosessie had geschreven en opgenomen.

## Nevenprojecten
In 1991 zingt De Vos mee op de cd "Als we maar gezond zijn". Deze cd wordt uitgebracht ter ere van 20 jaar De Vieze Gasten. In 1998 zingt hij mee op Schietstoel van Dirk Blanchart en werkte hij mee aan de Nederlandstalige herwerking van Lolita, een liedje van Dirk Blanchart.
In 2000 zingt hij mee op Oude Maan van Jan De Wilde; de tekst van "Wij houden stand" komt van Luc De Vos en is ook te vinden als verborgen track op de cd Homo Erectus van Gorki. In 2001 zingt hij mee in verschillende projecten: "Seriewoordenaar" door ABN, Luc De Vos zingt mee in "Ex-Liefdadigheid", Psychoasis: Luc De Vos en Gorki zingen "Paranoid" van Black Sabbath. Psychoasis is een cd die werd uitgebracht door de vzw Het Mis Verstand die psychotische mensen helpt. "All men are equal" door Automatic Buffalo, Party People van Automatic Buffalo, El Ashwak van Djar, Djar is een mengeling van Marokkaanse volksmuziek en klassieke Arabische muziek en Puur van Brel; op deze cd zingt Gorki "De Sluiswacht".
In 2003 werkte hij mee aan Kanonnevlees van ABN. Luc De Vos zingt op deze cd mee aan "Moe van Jou". In 2004 schreef De Vos samen met Tom Pintens liedjes voor het toneelstuk Kaatje is verdronken, geregisseerd door Tom Van Dyck: De onbekende man, Wees niet bang, Irma, Lieve jongen van de zee, Kaatje is verdronken en Koppe fietst. De Vos nam verder deel aan het tweede seizoen van De Slimste Mens ter Wereld. Na drie afleveringen moet hij de quiz verlaten.
In 2005 was hij vaste gast op de maandagavonden bij De laatste show op de Belgische zender Eén. Hij besprak elke week een 'wereldprobleem'. In 2006 speelde De Vos diverse bijrollen: in Cars was hij het VW-busje Fillmore, in Garfield 2 was hij de hond Rommel en hij had een bijrol in de eerste aflevering van de tv-serie Willy's en Marjetten (Neveneffecten samen met Bart De Pauw).
In 2007 was hij vaste gast als teamcaptain van Oost-Vlaanderen in De Provincieshow op Eén en Gorki & Isabelle A leveren het nummer 'En Dans' aan de cd Braveau Clouseau. In 2009 is er een tournee met De Alpenzusjes van Nele Bauwens en Dahlia Pessemiers en een Ode & Tribute van de Heideroosjes: Gorki speelt het nummer 'Embrace & Destroy'. In 2010 krijgt hij een hoofdrol in de kortfilm TATA van filmmaker Nicolaas Rahoens met Taeike Brion, Els Pynoo en Lore Uyttendaele.
In 2014 nam De Vos voor de tweede maal deel aan De Slimste Mens ter Wereld. Na vier afleveringen moest hij de quiz verlaten, met kans om terug te keren tijdens de finaleweken. Enkele weken voor de finaleweken verdween hij echter toch uit de lijst van de beste acht deelnemers. Hij had echter niet kunnen terugkeren: De Vos overleed een week voordat de finaleweken van start gingen. Eindwinnaar van dat seizoen Adil El Arbi droeg zijn zege onder andere op aan De Vos, "die hier sowieso ergens aanwezig is."

## Bibliografie

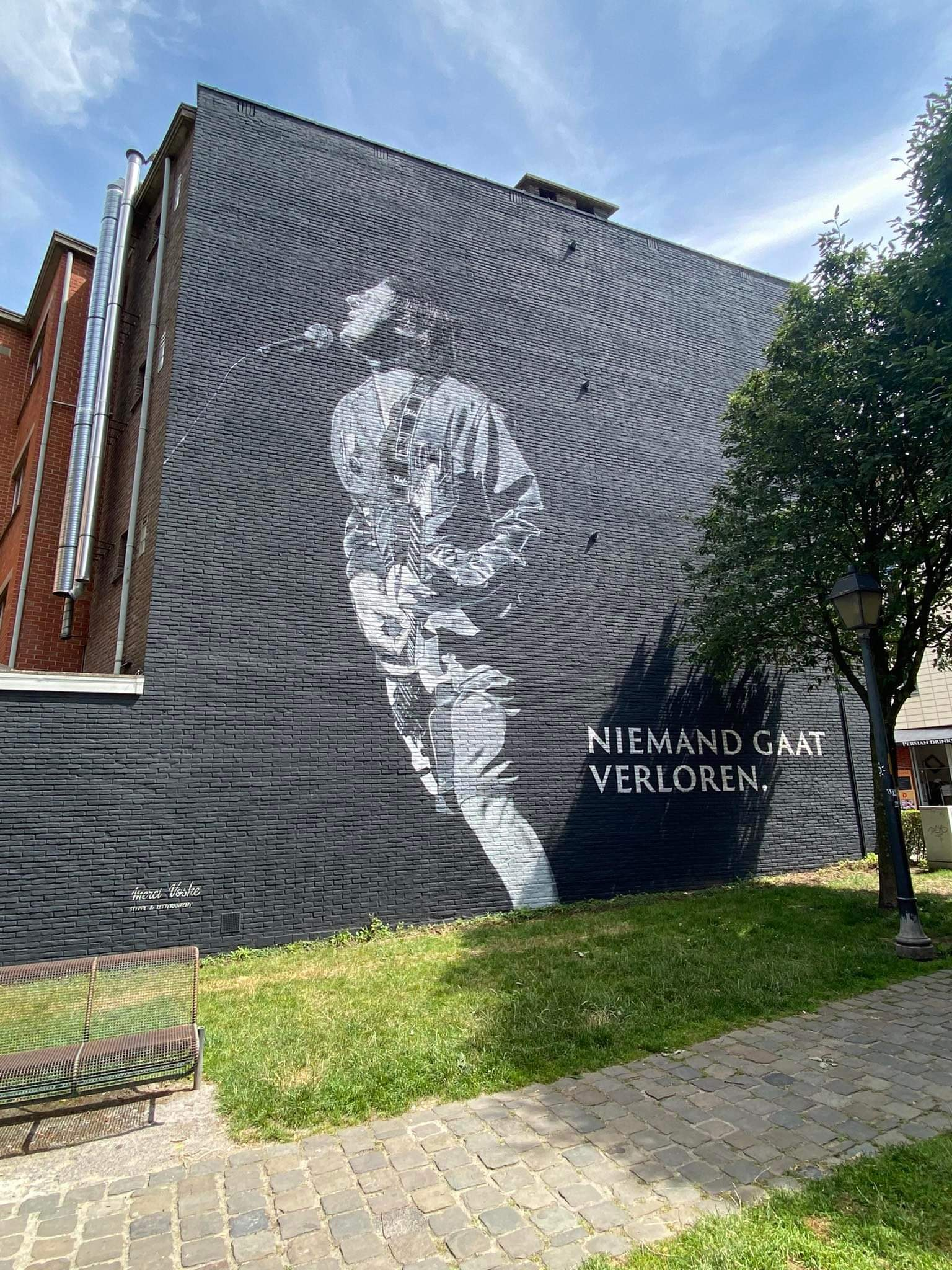
Muurschildering in het parkje vlak bij het Sluizeken in Gent met onderschrift: Merci Voske

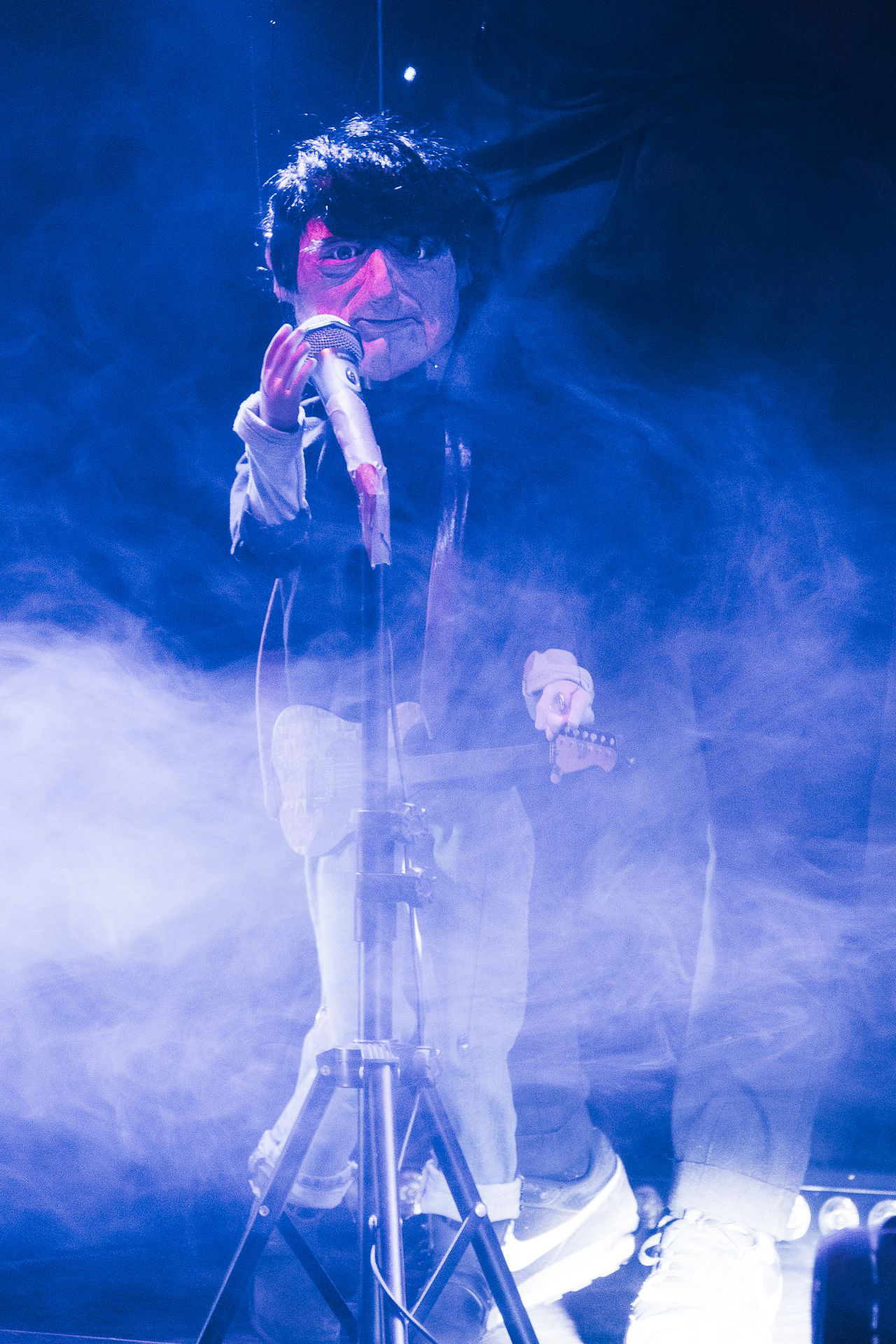
De marionet van Luc De Vos

## Diverse
- In de videoclip bij 'Lips they move' van Ultrasonic 7 is De Vos dansend te zien.
- In een parkje bij Het Sluizeken in Gent is in 2022 een muurschildering voor De Vos aangebracht.[10]
- In 2024 bracht Poppentheater De Vos een ode aan de zanger tijdens de Gentse Feesten. Een marionet vertolkte in een theaterstuk de rol van De Vos.

- Gemeinsame Normdatei: 173767338
- International Standard Name Identifier: 0000 0000 3775 3381
- Library of Congress Control Number: n2004038126
- MusicBrainz: e00b91be-6d8b-45f0-acf2-1a38c1f6b528
- Nederlandse Thesaurus van Auteursnamen: 140702377
- Virtual International Authority File: 268523135
- WorldCat: E39PBJdgVygjRV6Ywgy8ty6qcP